# شهرستان سامسو
شهرستان سامسو (به کره‌ای: 삼수군) یک شهرستان در شمال کره شمالی است که در تابعیت استان ریانگ‌گانگ واقع شده است.
در سال ۱۹۵۲ میلادی، با جدایی از شهرستان سامسو، شهرستان شینپا (به کره‌ای: 신파군) در تابعیت استان هامگیونگ جنوبی تأسیس شد. این شهرستان، امروزه شهرستان کیم جونگ‌سوک نام دارد.
در سال ۱۹۵۴ میلادی، با تأسیس استان ریانگ‌گانگ از مناطق شمالی استان هامگیونگ جنوبی، این شهرستان نیز به این استان جدید ملحق شد.

## تقسیمات اداری
شهرستان سامسو به ۱ شهرک، ۱ منطقهٔ کارگری، و ۲۳ روستای تابعه تقسیم شده است.
| - شهرک‌ها - سامسو (삼수읍، Samsu-ŭp) - مناطق کارگری - پوسونگ (포성로동자구، P'osŏng-rodongjagu) - روستاها - بالّیونگ‌گی (반룡기리، Pallyonggi-ri) - بونپو (번포리، Pŏnp'o-ri) - بونگسو (동수리، Pongsu-ri) - پونگ‌دونگ (풍덕리، P'ungdŏng-ri) - جونگ‌پیونگ‌جانگ (중평장리، Chungp'yŏngjang-ri) - چونّام (천남리، Ch'ŏnnam-ri) - چونگسو (청수리، Ch'ŏngsu-ri) - ریونگ‌بوکدونگ (룡복동리، Ryongbuktong-ri) - شیمپودونگ (심포동리، Simp'odong-ri) | - روستاها (ادامه) - شیمگونگ (심곡리، Simgong-ri) - شین‌جون (신전리، Sinjŏl-li) - شینیانگ (신양리، Sinyang-ri) - گالّیونگ (간령리، Kallyŏng-ri) - گوانپیونگ (관평리، Kwanp'yŏng-ri) - گواندونگ (관동리، Kwandong-ri) - گوانسو (관서리، Kwansŏ-ri) - گوانگ‌سنگ (광생리، Kwangsaeng-ri) - گوانهونگ (관흥리، Kwanhŭng-ri) - گئونگ‌سونگ (개운성리، Kaeunsŏng-ri) - وون‌دونگ (원동리، Wŏndong-ri) - هواگول (회골리، Hwagol-li) |